# Денні Сімпсон
Денні Сімпсон (англ. Danny Simpson, нар. 4 січня 1987, Екклес, Англія) — англійський футболіст, захисник клубу «Гаддерсфілд Таун».

## Ігрова кар'єра
Вихованець футбольної школи клубу «Манчестер Юнайтед». 2005 року почав включатися до складу головної команди клубу, втім, дебютувати в офіційних матчах у її складі шансу не отримав. 
Натомість 2006 року приєднався на умовах оренди до бельгійського «Антверпена». Відіграв за команду з Антверпена наступний сезон своєї ігрової кар'єри. Більшість часу, проведеного у складі «Антверпена», був основним гравцем захисту команди.
2007 року, також на орендних умовах, захищав кольори команди клубу «Сандерленд».
2007 року повернувся до клубу «Манчестер Юнайтед». Нарешті провів свою першу гру за основний склад манкуніанців, втім закріпитися в ньому не зміг і протягом 2008—2009 років знов перебував в оренди, спочатку в «Іпсвіч Тауні», а згодом у складі «Блекберн Роверз». 
До складу клубу «Ньюкасл Юнайтед» приєднався 2009 року. Наразі встиг відіграти за команду з Ньюкасла 87 матчів в національному чемпіонаті.